# Rivière Tabusintac
La rivière Tabusintac est une rivière du Nouveau-Brunswick.

## Étymologie
Le nom Tabusintac, qui se prononce ta-bou-sine-tak, provient de la langue micmaque. Tabousinkek voulait dire endroit où les deux sont, en référence à l'anse Française et à la rivière Tabusintac, ressemblant à deux larges rivières à leur confluent près du golfe du Saint-Laurent.

## Géographie
La rivière prend sa source à 3,6 kilomètres au nord de Bartibog Station, à Allardville, à 140 mètres d'altitude.